# Fonction sous-harmonique
En mathématiques, une fonction sous-harmonique est une fonction définie sur un domaine du plan complexe et à valeurs réelles vérifiant certaines conditions d'harmonicité plus faibles que celles vérifiées par les fonctions harmoniques. C'est une notion introduite en analyse harmonique pour résoudre le problème fondamental dit problème de Dirichlet ; la résolution de ce problème utilisant les fonctions sous-harmoniques est appelée méthode de Perron (en).

## Définition
Soit {\displaystyle \Omega } un ouvert de {\displaystyle \mathbb {C} } . Une fonction {\displaystyle u:\Omega \rightarrow \ ]-\infty ,+\infty [} est dite sous-harmonique dans {\displaystyle \Omega } si elle vérifie les deux propriétés suivantes :
- {\displaystyle u}  est semi-continue supérieurement.
- {\displaystyle u} possède la propriété de sous-moyenne locale : pour tout point {\displaystyle z_{0}\in \Omega }, on peut trouver {\displaystyle r_{0}>0} tel que :{\displaystyle u(z_{0})\leq \int _{0}^{2\pi }u(z_{0}+re^{it}){\frac {dt}{2\pi }}}pour tout {\displaystyle r<r_{0}}.

Parfois, on trouve une autre définition imposant que la fonction {\displaystyle u} soit continue.

## Quelques propriétés
Outre l'analogie avec l'égalité de la moyenne, les fonctions sous-harmoniques vérifient un certain nombre de propriétés à comparer avec celles des fonctions harmoniques :
- le principe du maximum : sur tout partie {\displaystyle \omega } relativement compacte dans {\displaystyle \Omega }, le maximum de {\displaystyle u} sur l'adhérence de {\displaystyle \omega } est atteint sur le bord ; et si {\displaystyle u} admet un maximum global sur un domaine {\displaystyle \Omega }, elle est constante. En revanche, il n'y a pas de principe du minimum.
- les fonctions harmoniques sur {\displaystyle \Omega } sont caractérisées parmi les fonctions continues comme celles vérifiant le principe du maximum sur tout disque relativement compact dans {\displaystyle \Omega }.
- Une propriété intéressante dans le cadre des espaces de Hardy est la suivante : Si {\displaystyle \varphi :\mathbb {R} \rightarrow \mathbb {R} } est une fonction convexe croissante et si {\displaystyle u} est une fonction sous-harmonique, alors {\displaystyle \varphi \circ u} est sous-harmonique.

Le théorème central permettant d'utiliser ces fonctions en analyse harmonique est celui disant que si une famille {\displaystyle {\mathcal {F}}} de fonctions sous-harmoniques dans un domaine {\displaystyle \Omega } est stable
- par maximum (si {\displaystyle u,v\in {\mathcal {F}}}, alors {\displaystyle \max(u,v)\in {\mathcal {F}}}) et
- par modifiée de Poisson (si {\displaystyle u\in {\mathcal {F}}} et si {\displaystyle \Delta } est un disque relativement compact dans {\displaystyle \Omega }, de centre {\displaystyle a}, la modifiée de Poisson de {\displaystyle u} dans {\displaystyle \Delta } à savoir la fonction {\displaystyle {\tilde {u}}} qui vérifie {\displaystyle {\tilde {u}}=u} sur {\displaystyle \Omega -\Delta } et sur {\displaystyle \Delta } : {\displaystyle {\tilde {u}}(a+z)=\mathrm {Re} \left({\frac {1}{2\pi }}\int _{0}^{2\pi }{\frac {e^{it}+z}{e^{it}-z}}u(a+e^{it})\mathrm {d} t\right)}, est encore dans {\displaystyle {\mathcal {F}}}),

alors la borne supérieure des éléments de {\displaystyle {\mathcal {F}}} est soit constamment égale à {\displaystyle +\infty }, soit une fonction harmonique sur {\displaystyle \Omega }.
Pour démontrer le principe de Dirichlet, on se place ensuite sur un domaine {\displaystyle \Omega } dont le bord est régulier, muni d'une fonction continue {\displaystyle \phi } sur son bord, et on prend {\displaystyle {\mathcal {F}}} la famille des fonctions sous-harmoniques sur {\displaystyle \Omega } majorées par {\displaystyle \phi } sur le bord de {\displaystyle \Omega } : la borne supérieure de cette famille est alors une solution.